# 洪山街道 (毕节市)
洪山街道，是中华人民共和国贵州省毕节市七星关区下辖的一个街道办事处。
2013年7月，毕节市人民政府批复七星关区部分行政区划调整，新设置的洪山街道辖原市西街道金桂社区、桂花社区、洪山社区、兰苑社区、环南社区、拥军社区。

## 行政区划
洪山街道下辖以下地区：
洪山社区、桂花社区、拥军社区、金桂社区和环南社区。